# 李善中
李善中（韓語：이선중，1924年1月20日—2020年1月6日），韩国法学家、检察官、政治人物，前法务部部长（1976年－1978年）。

## 生平
1924年生于庆尚北道金泉郡。1947年毕业于首尔国立大学法学院，并通过了全国司法考试。1950年在大邱地方检察厅任检察官。1960年升任济州地方检察厅检察长。1962年4月至1963年5月，任光州地方检察厅检察长。1963年5月至1964年3月，任大田地方检察厅检察长。1964年任大邱地方检察厅检察长。1966年调至中央的大检察厅任职。1975年12月至1976年12月，任大韩民国检察总长。1976年12月至1978年12月，任大韩民国法务部部长。
2020年1月6日下午5时30分逝世。